# Romina Becks
Pour les articles homonymes, voir Becks.
Romina Becks est une actrice, présentatrice et mannequin allemande née le 29 décembre 1987 à Duisbourg, Allemagne. 
Elle est surtout connue pour avoir joué le rôle de Miriam Pesch dans 571 épisodes de la série télévisée Verbotene Liebe.

## Filmographie
- 2009 Das perfekte Promi-Dinner (série télévisée) : elle-même
- 2012 VIVApedia (de) (série télévisée) : elle-même
- 2007-2012 Verbotene Liebe (série télévisée) : Miriam Pesch